# Friedrich Wilhelm Hermann Delffs

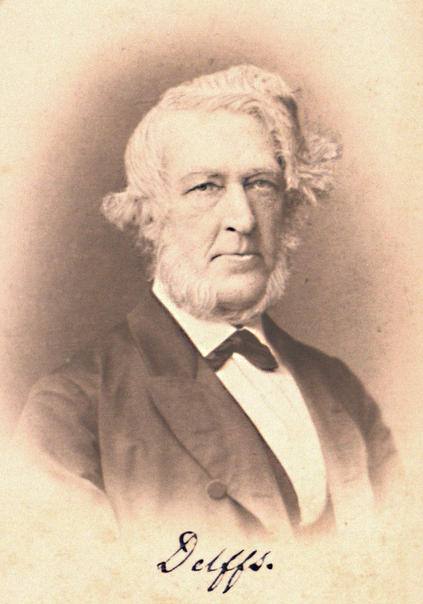
Friedrich Wilhelm Hermann Delffs

Friedrich Wilhelm Hermann Delffs (* 21. April 1812 in Kiel; † 18. März 1894 in Heidelberg) war ein deutscher Chemiker.
Er promovierte zum Dr. med. et phil. und war ab 1843 außerordentlicher Professor an der medizinischen Fakultät der Universität Heidelberg.
Gesuche der philosophischen Fakultät, ihm ein Ordinariat für Chemie zu beschaffen, wurden mehrfach abgelehnt. Nachdem Leopold Gmelin in den Ruhestand gegangen war, wurde Delffs mit der provisorischen Leitung des Laboratoriums und dem Abhalten von Praktikum und Vorlesung betraut. Als Robert Bunsen im Herbst 1852 das Ordinariat für Chemie in der philosophischen Fakultät und die Direktion des Akademischen Laboratoriums übernommen hatte, wurde auch zwischen der philosophischen und medizinischen Fakultät ein Einverständnis erzielt. 1853 wurde Delffs ordentlicher Professor für Chemie und Toxikologie.

## Schriften
- Siedepunkte, specifische Gewichte und Brechungsexponenten mehrerer organischer Flüssigkeiten; Heidelberg, 1853
- Die reine Chemie in ihren Grundzügen; Erlangen, 1854/55